# Макісу
Макісу (яп. 巻き簾) — килимок з бамбука та бавовняних ниток, що застосовується для приготуванні їжі в японській кухні. Найчастіше макісу використовується для приготування суші-ролів (яп. 巻き寿司) romaji maki sushi, а також омлетів та страв що потребують видалення надлишків вологи
Зазвичай, розміри макісу 25 х 25 см, хоча можуть бути й інші. Також існує два види, одні з тонкими бамбуковими прутиками, а інші з товстими. Експерти вважають, товстий килимок більш універсальним, в той час як тонкий килимок розроблений спеціально для макісусі.
Після використання, макісу ретельно сушать, щоб уникнути бактерій і грибків. Це особливо необхідно для виробництва урамакі (裏巻 ura maki), такого виду макі сусі, у якому рис на зовнішній стороні ролу.
Макісу недорогі, тому їх можна просто викинути після використання